# Strade Bianche feminina de 2021
A 7.ª edição da Strade Bianche feminina  foi uma corrida de ciclismo de um dia que se celebrou em Itália a 6 de março de 2021 na cidade de Siena, Itália.
A corrida fez parte do UCI WorldTour Feminino de 2021, calendário ciclístico de máximo nível mundial, como concorrência de categoria 1.wwT sendo a primeira corrida de dito circuito ante a cancelamento da edição 2021 da Cadel Evans Great Ocean Road Race Women devido à pandemia de COVID-19 na Austrália. A vencedora foi a holandesa Chantal van den Broek-Blaak do SD Worx. Completaram o pódio, como segunda e terça classificada respectivamente, a italiana Elisa Longo Borghini do Trek-Segafredo e a também holandesa, e colega de equipa da ganhadora, Anna van der Breggen.

## Percorrido
A corrida iniciou e terminou na cidade de Siena com um percurso realizado em sua totalidade no sul da província de Siena, na Toscana. A corrida é especialmente conhecida por seus caminhos de terra branca (strade bianche ou sterrati).
Ao todo, foram 31,6 quilómetros os que, divididos em oito sectores cobertos de gravilla (sterrati) que representavam uma distância realmente llamativa para uma corrida disputada sobre uma distância total de 136 quilómetros.
A corrida terminou como em anos anteriores na famosa Piazza do Campo de Siena, após uma estreita ascensão empedrada na Via Santa Caterina, no coração da cidade medieval, com trechos de até 16% de pendente.
Sectores de caminhos de terra:
| Número | Nome                                    | Localização         | Comprimento (m) | Categoria     |
| ------ | --------------------------------------- | ------------------- | --------------- | ------------- |
| 1      | Vidritta                                | km 17,6 - km 19,7   | 2100            | *             |
| 2      | Bagnaia                                 | km 25 - km 30,8     | 5800            | *             |
| 3      | Radi                                    | km 36,9 - km 41,3   | 4400            | * · * · *     |
| 4      | Str. Comune dei Murlo                   | km 38,5 - km 44     | 5500            | *             |
| 5      | San Martino in Grania \|km 67,5 - km 77 | 9500                | * · * · *       |               |
| 6      | Monteaperti                             | km 111,3 - km 112,1 | 800             | *             |
| 7      | Colle Pinzuto                           | km 116,6 - km 119   | 2400            | * · * · * · * |
| 8      | Le Tolfe                                | km 123,0 - km 124,1 | 1100            | * · * · *     |

## Equipas participantes
Tomaram parte na corrida 23 equipas dos quais 9 foram equipas de categoria UCI Women's Team e 14 UCI Team Feminino. As equipas participantes foram:
| translation for headoftableIII_translate index 58 not found (9)- Alé BTC Ljubljana - Team BikeExchange - Canyon-SRAM Racing - Team DSM - FDJ-Nouvelle Aquitaine-Futuroscope - Liv Racing - Movistar Team - SD Worx - Trek-Segafredo UCI Women's continental teams (14)- A.R. Monex - Aromitalia-Basso Bikes-Vaiano - BePink - Born To Win-G20-Ambedo - Ceratizit-WNT Pro Cycling - Isolmant-Premac-Vittoria - Jumbo-Visma - Lotto Soudal Ladies - Massi Tactic - Parkhotel Valkenburg - Servetto-Makhymo-Beltrami TSA - Team Tibco-Silicon Valley Bank - Top Girls Fassa Bortolo - Valcar-Travel & Service |
| |

## Classificações finais
As classificações finalizaram da seguinte forma:

### Classificação geral
| \| Classificação geral \| Classificação geral \| Classificação geral \| Classificação geral \| Classificação geral \| \| Ciclista \| Ciclista \| Equipe \| Tempo \| \| \| ------------------- \| --------------------------- \| ---------------------------------- \| ------------------- \| ------------------- \| \| 1. \| Chantal van den Broek-Blaak \| SD Worx \| 3h54m40s \| \| \| 2. \| Elisa Longo Borghini \| Trek-Segafredo \| + 7s \| \| \| 3. \| Anna van der Breggen \| SD Worx \| + 9s \| \| \| 4. \| Annemiek van Vleuten \| Movistar Team \| + 11s \| \| \| 5. \| Cecilie Uttrup Ludwig \| FDJ-Nouvelle Aquitaine-Futuroscope \| + 11s \| \| \| 6. \| Demi Vollering \| SD Worx \| + 11s \| \| \| 7. \| Marianne Vos \| Jumbo-Visma Women Team \| + 23s \| \| \| 8. \| Marta Cavalli \| FDJ-Nouvelle Aquitaine-Futuroscope \| + 27s \| \| \| 9. \| Katarzyna Niewiadoma \| Canyon-SRAM Racing \| + 30s \| \| \| 10. \| Ellen van Dijk \| Trek-Segafredo \| + 32s \| \| |                             |                                    |          |
| |                             |                                    |          |
| Fontes: ProCyclingStats Cycling Quotient |                             |                                    |          |
| Classificação geral |                             |                                    |          |
| Ciclista | Ciclista                    | Equipe                             | Tempo    |
| 1. | Chantal van den Broek-Blaak | SD Worx                            | 3h54m40s |
| 2. | Elisa Longo Borghini        | Trek-Segafredo                     | + 7s     |
| 3. | Anna van der Breggen        | SD Worx                            | + 9s     |
| 4. | Annemiek van Vleuten        | Movistar Team                      | + 11s    |
| 5. | Cecilie Uttrup Ludwig       | FDJ-Nouvelle Aquitaine-Futuroscope | + 11s    |
| 6. | Demi Vollering              | SD Worx                            | + 11s    |
| 7. | Marianne Vos                | Jumbo-Visma Women Team             | + 23s    |
| 8. | Marta Cavalli               | FDJ-Nouvelle Aquitaine-Futuroscope | + 27s    |
| 9. | Katarzyna Niewiadoma        | Canyon-SRAM Racing                 | + 30s    |
| 10. | Ellen van Dijk              | Trek-Segafredo                     | + 32s    |

## Ciclistas participantes e posições finais
| Movistar Team MOV | Movistar Team MOV                    | Movistar Team MOV |
| ----------------- | ------------------------------------ | ----------------- |
| Num               | Ciclista                             | Pos               |
| 1                 | Annemiek van Vleuten (NED) (estrada) | 4.                |
| 2                 | Aude Biannic (FRA)                   | 76.               |
| 3                 | Jelena Erić (SRB)                    | 49.               |
| 4                 | Katrine Aalerud (NOR)                | 37.               |
| 5                 | Gloria Rodríguez Sánchez (ESP)       | DNF               |
| 6                 | Leah Thomas (USA)                    | 23.               |

| A.R. Monex Women's ASA | A.R. Monex Women's ASA        | A.R. Monex Women's ASA |
| ---------------------- | ----------------------------- | ---------------------- |
| Num                    | Ciclista                      | Pos                    |
| 11                     | Arlenis Sierra (CUB)          | 36.                    |
| 12                     | Eider Merino (ESP)            | 57.                    |
| 13                     | Katia Ragusa (ITA)            | 40.                    |
| 14                     | Lizbeth Salazar (MEX)         | DNF                    |
| 15                     | Maria Vittoria Sperotto (ITA) | DNF                    |
| 16                     | Jade Teolis (FRA)             | DNF                    |

| Alé BTC Ljubljana ALE | Alé BTC Ljubljana ALE       | Alé BTC Ljubljana ALE |
| --------------------- | --------------------------- | --------------------- |
| Num                   | Ciclista                    | Pos                   |
| 21                    | Mavi García (ESP) (estrada) | 13.                   |
| 22                    | Marta Bastianelli (ITA)     | 35.                   |
| 23                    | Eugenia Bujak (SLO)         | 64.                   |
| 24                    | Tatiana Guderzo (ITA)       | 34.                   |
| 25                    | Marlen Reusser (SUI)        | 27.                   |
| 26                    | Laura Tomasi (ITA)          | DNF                   |

| Aromitalia-Basso Bikes-Vaiano VAI | Aromitalia-Basso Bikes-Vaiano VAI | Aromitalia-Basso Bikes-Vaiano VAI |
| --------------------------------- | --------------------------------- | --------------------------------- |
| Num                               | Ciclista                          | Pos                               |
| 31                                | Rasa Leleivytė (LTU)              | 62.                               |
| 32                                | Olivija Baleišytė (LTU)           | DNF                               |
| 33                                | Letizia Borghesi (ITA)            | DNF                               |
| 34                                | Inga Čilvinaitė (LTU)             | DNF                               |
| 35                                | Valentina Scandolara (ITA)        | DNF                               |
| 36                                | Gemma Sernissi (ITA)              | DNF                               |

| Bepink BPK | Bepink BPK              | Bepink BPK |
| ---------- | ----------------------- | ---------- |
| Num        | Ciclista                | Pos        |
| 41         | Vania Canvelli (ITA)    | DNF        |
| 42         | Michaela Drummond (NZL) | 58.        |
| 43         | Markéta Hájková (CZE)   | DNF        |
| 44         | Nora Jenčušová (SVK)    | DNF        |
| 45         | Silvia Valsecchi (ITA)  | DNF        |
| 46         | Silvia Zanardi (ITA)    | 59.        |

| Born To Win-G20-Ambedo BTW | Born To Win-G20-Ambedo BTW | Born To Win-G20-Ambedo BTW |
| -------------------------- | -------------------------- | -------------------------- |
| Num                        | Ciclista                   | Pos                        |
| 51                         | Angelica Brogi (ITA)       | DNF                        |
| 52                         | Francesca Balducci (ITA)   | 81.                        |
| 53                         | Anastasia Carbonari (ITA)  | 82.                        |
| 54                         | Leonora Geppi (ITA)        | DNF                        |
| 56                         | Giorgia Simoni (ITA)       | DNF                        |

| Canyon-SRAM Racing CSR | Canyon-SRAM Racing CSR        | Canyon-SRAM Racing CSR |
| ---------------------- | ----------------------------- | ---------------------- |
| Num                    | Ciclista                      | Pos                    |
| 61                     | Katarzyna Niewiadoma (POL)    | 9.                     |
| 62                     | Alena Amialiusik (BLR)        | 43.                    |
| 63                     | Hannah Barnes (GBR)           | 53.                    |
| 64                     | Elise Chabbey (SUI) (estrada) | 19.                    |
| 65                     | Tiffany Cromwell (AUS)        | 51.                    |
| 66                     | Mikayla Harvey (NZL)          | 22.                    |

| Ceratizit-WNT Pro Cycling WNT | Ceratizit-WNT Pro Cycling WNT   | Ceratizit-WNT Pro Cycling WNT |
| ----------------------------- | ------------------------------- | ----------------------------- |
| Num                           | Ciclista                        | Pos                           |
| 71                            | Lisa Brennauer (GER) (estrada)  | 18.                           |
| 72                            | Elizabeth Banks (GBR)           | 48.                           |
| 73                            | Maria Giulia Confalonieri (ITA) | 50.                           |
| 74                            | Marta Lach (POL) (estrada)      | 32.                           |
| 75                            | Erica Magnaldi (ITA)            | 30.                           |
| 76                            | Lara Vieceli (ITA)              | DNF                           |

| FDJ-Nouvelle Aquitaine-Futuroscope FDJ | FDJ-Nouvelle Aquitaine-Futuroscope FDJ | FDJ-Nouvelle Aquitaine-Futuroscope FDJ |
| -------------------------------------- | -------------------------------------- | -------------------------------------- |
| Num                                    | Ciclista                               | Pos                                    |
| 81                                     | Cecilie Uttrup Ludwig (DEN)            | 5.                                     |
| 82                                     | Stine Borgli (NOR)                     | 63.                                    |
| 83                                     | Marta Cavalli (ITA)                    | 8.                                     |
| 84                                     | Brodie Chapman (AUS)                   | 41.                                    |
| 85                                     | Emilia Fahlin (SWE)                    | 74.                                    |
| 86                                     | Évita Muzic (FRA)                      | 20.                                    |

| Isolmant-Premac-Vittoria SBT | Isolmant-Premac-Vittoria SBT | Isolmant-Premac-Vittoria SBT |
| ---------------------------- | ---------------------------- | ---------------------------- |
| Num                          | Ciclista                     | Pos                          |
| 91                           | Francesca Baroni (ITA)       | 80.                          |
| 92                           | Noemi Lucrezia Eremita (ITA) | DNF                          |
| 93                           | Alice Gasparini (ITA)        | DNF                          |
| 94                           | Francesca Pisciali (ITA)     | DNF                          |
| 95                           | Gaia Realini (ITA)           | DNF                          |

| Jumbo-Visma Women Team TJV | Jumbo-Visma Women Team TJV | Jumbo-Visma Women Team TJV |
| -------------------------- | -------------------------- | -------------------------- |
| Num                        | Ciclista                   | Pos                        |
| 101                        | Marianne Vos (NED)         | 7.                         |
| 102                        | Teuntje Beekhuis (NED)     | 31.                        |
| 103                        | Anouska Koster (NED)       | DNF                        |
| 104                        | Riejanne Markus (NED)      | 46.                        |
| 105                        | Aafke Soet (NED)           | DNF                        |
| 106                        | Julie Van de Velde (BEL)   | 79.                        |

| Liv Racing LIV | Liv Racing LIV                | Liv Racing LIV |
| -------------- | ----------------------------- | -------------- |
| Num            | Ciclista                      | Pos            |
| 111            | Soraya Paladin (ITA)          | 14.            |
| 112            | Sofia Bertizzolo (ITA)        | 15.            |
| 113            | Lotte Kopecky (BEL) (estrada) | 17.            |
| 114            | Jeanne Korevaar (NED)         | 39.            |
| 115            | Pauliena Rooijakkers (NED)    | 29.            |
| 116            | Sabrina Stultiens (NED)       | 44.            |

| Lotto Soudal Ladies LSL | Lotto Soudal Ladies LSL  | Lotto Soudal Ladies LSL |
| ----------------------- | ------------------------ | ----------------------- |
| Num                     | Ciclista                 | Pos                     |
| 121                     | Alana Castrique (BEL)    | DNF                     |
| 122                     | Lone Meertens (BEL)      | DNF                     |
| 123                     | Hanna Nilsson (SWE)      | 33.                     |
| 124                     | Abby-Mae Parkinson (GBR) | 65.                     |
| 125                     | Anna Plichta (POL)       | DNF                     |
| 126                     | Elise vander Sande (BEL) | DNF                     |

| Massi Tactic MAT | Massi Tactic MAT           | Massi Tactic MAT |
| ---------------- | -------------------------- | ---------------- |
| Num              | Ciclista                   | Pos              |
| 131              | Agua Marina Espinola (PAR) | DNF              |
| 132              | Olivia Baril (CAN)         | 84.              |
| 133              | Maaike Coljé (NED)         | DNF              |
| 134              | Vita Heine (NOR)           | 52.              |
| 135              | Špela Kern (SLO)           | 54.              |
| 136              | Mireia Trias (ESP)         | 83.              |

| Parkhotel Valkenburg PHV | Parkhotel Valkenburg PHV | Parkhotel Valkenburg PHV |
| ------------------------ | ------------------------ | ------------------------ |
| Num                      | Ciclista                 | Pos                      |
| 141                      | Nina Buysman (NED)       | 56.                      |
| 142                      | Femke Gerritse (NED)     | DNF                      |
| 143                      | Pien Limpens (NED)       | DNF                      |
| 144                      | Lieke Nooijen (NED)      | 72.                      |
| 145                      | Marit Raaijmakers (NED)  | DNF                      |
| 146                      | Julia Van Bokhoven (NED) | 42.                      |

| Servetto-Makhymo-Beltrami TSA SER | Servetto-Makhymo-Beltrami TSA SER | Servetto-Makhymo-Beltrami TSA SER |
| --------------------------------- | --------------------------------- | --------------------------------- |
| Num                               | Ciclista                          | Pos                               |
| 152                               | Nadja Heigl (AUT)                 | DNF                               |
| 153                               | Tereza Korvasova (CZE)            | DNF                               |
| 154                               | Anna Potokina (RUS)               | DNF                               |
| 155                               | Elis Simeoni (ITA)                | DNF                               |
| 156                               | Asia Zontone (ITA)                | DNF                               |

| Team BikeExchange BEX | Team BikeExchange BEX            | Team BikeExchange BEX |
| --------------------- | -------------------------------- | --------------------- |
| Num                   | Ciclista                         | Pos                   |
| 161                   | Amanda Spratt (AUS)              | 12.                   |
| 162                   | Janneke Ensing (NED)             | 68.                   |
| 163                   | Lucy Kennedy (AUS)               | 67.                   |
| 164                   | Ane Santesteban (ESP)            | 85.                   |
| 165                   | Moniek Tenniglo (NED)            | DNF                   |
| 166                   | Georgia Williams (NZL) (estrada) | 78.                   |

| Team DSM DSM | Team DSM DSM           | Team DSM DSM |
| ------------ | ---------------------- | ------------ |
| Num          | Ciclista               | Pos          |
| 171          | Liane Lippert (GER)    | 61.          |
| 172          | Leah Kirchmann (CAN)   | DNF          |
| 173          | Franziska Koch (GER)   | DNF          |
| 174          | Juliette Labous (FRA)  | 25.          |
| 175          | Floortje Mackaij (NED) | 28.          |
| 176          | Wilma Olausson (SWE)   | 69.          |

| SD Worx SDW | SD Worx SDW                            | SD Worx SDW |
| ----------- | -------------------------------------- | ----------- |
| Num         | Ciclista                               | Pos         |
| 181         | Anna van der Breggen (NED) (estrada)   | 3.          |
| 182         | Niamh Fisher-Black (NZL)               | 45.         |
| 183         | Chantal van den Broek-Blaak (NED)      | 1.          |
| 184         | Ashleigh Moolman Pasio (RSA) (estrada) | 11.         |
| 185         | Elena Cecchini (ITA)                   | 21.         |
| 186         | Demi Vollering (NED)                   | 6.          |

| Tibco-Silicon Valley Bank TIB | Tibco-Silicon Valley Bank TIB | Tibco-Silicon Valley Bank TIB |
| ----------------------------- | ----------------------------- | ----------------------------- |
| Num                           | Ciclista                      | Pos                           |
| 191                           | Diana Peñuela (COL)           | 66.                           |
| 192                           | Eva Buurman (NED)             | 70.                           |
| 193                           | Tanja Erath (GER)             | 71.                           |
| 194                           | Kristen Faulkner (USA)        | 16.                           |
| 195                           | Lauren Stephens (USA)         | 26.                           |
| 196                           | Eri Yonamine (JPN)            | 47.                           |

| Top Girls Fassa Bortolo TOP | Top Girls Fassa Bortolo TOP | Top Girls Fassa Bortolo TOP |
| --------------------------- | --------------------------- | --------------------------- |
| Num                         | Ciclista                    | Pos                         |
| 201                         | Debora Silvestri (ITA)      | 77.                         |
| 202                         | Michela Balducci (ITA)      | DNF                         |
| 203                         | Giorgia Bariani (ITA)       | DNF                         |
| 204                         | Elisa Dalla Valle (ITA)     | DNF                         |
| 205                         | Greta Marturano (ITA)       | DNF                         |
| 206                         | Giorgia Vettorello (ITA)    | DNF                         |

| Trek-Segafredo TFS | Trek-Segafredo TFS                   | Trek-Segafredo TFS |
| ------------------ | ------------------------------------ | ------------------ |
| Num                | Ciclista                             | Pos                |
| 211                | Elisa Longo Borghini (ITA) (estrada) | 2.                 |
| 212                | Audrey Cordon-Ragot (FRA) (estrada)  | 24.                |
| 213                | Lucinda Brand (NED)                  | 73.                |
| 214                | Chloe Hosking (AUS)                  | DNF                |
| 215                | Ellen van Dijk (NED)                 | 10.                |
| 216                | Tayler Wiles (USA)                   | 60.                |

| Valcar-Travel & Service VAL | Valcar-Travel & Service VAL | Valcar-Travel & Service VAL |
| --------------------------- | --------------------------- | --------------------------- |
| Num                         | Ciclista                    | Pos                         |
| 221                         | Elisa Balsamo (ITA)         | 55.                         |
| 222                         | Vittoria Guazzini (ITA)     | 38.                         |
| 223                         | Silvia Persico (ITA)        | 75.                         |
| 224                         | Elena Pirrone (ITA)         | DNF                         |
| 225                         | Silvia Pollicini (ITA)      | DNF                         |
| 226                         | Ilaria Sanguineti (ITA)     | DNF                         |

| Movistar Team MOV | Movistar Team MOV                    | Movistar Team MOV |
| ----------------- | ------------------------------------ | ----------------- |
| Num               | Ciclista                             | Pos               |
| 1                 | Annemiek van Vleuten (NED) (estrada) | 4.                |
| 2                 | Aude Biannic (FRA)                   | 76.               |
| 3                 | Jelena Erić (SRB)                    | 49.               |
| 4                 | Katrine Aalerud (NOR)                | 37.               |
| 5                 | Gloria Rodríguez Sánchez (ESP)       | DNF               |
| 6                 | Leah Thomas (USA)                    | 23.               |

| A.R. Monex Women's ASA | A.R. Monex Women's ASA        | A.R. Monex Women's ASA |
| ---------------------- | ----------------------------- | ---------------------- |
| Num                    | Ciclista                      | Pos                    |
| 11                     | Arlenis Sierra (CUB)          | 36.                    |
| 12                     | Eider Merino (ESP)            | 57.                    |
| 13                     | Katia Ragusa (ITA)            | 40.                    |
| 14                     | Lizbeth Salazar (MEX)         | DNF                    |
| 15                     | Maria Vittoria Sperotto (ITA) | DNF                    |
| 16                     | Jade Teolis (FRA)             | DNF                    |

| Alé BTC Ljubljana ALE | Alé BTC Ljubljana ALE       | Alé BTC Ljubljana ALE |
| --------------------- | --------------------------- | --------------------- |
| Num                   | Ciclista                    | Pos                   |
| 21                    | Mavi García (ESP) (estrada) | 13.                   |
| 22                    | Marta Bastianelli (ITA)     | 35.                   |
| 23                    | Eugenia Bujak (SLO)         | 64.                   |
| 24                    | Tatiana Guderzo (ITA)       | 34.                   |
| 25                    | Marlen Reusser (SUI)        | 27.                   |
| 26                    | Laura Tomasi (ITA)          | DNF                   |

| Aromitalia-Basso Bikes-Vaiano VAI | Aromitalia-Basso Bikes-Vaiano VAI | Aromitalia-Basso Bikes-Vaiano VAI |
| --------------------------------- | --------------------------------- | --------------------------------- |
| Num                               | Ciclista                          | Pos                               |
| 31                                | Rasa Leleivytė (LTU)              | 62.                               |
| 32                                | Olivija Baleišytė (LTU)           | DNF                               |
| 33                                | Letizia Borghesi (ITA)            | DNF                               |
| 34                                | Inga Čilvinaitė (LTU)             | DNF                               |
| 35                                | Valentina Scandolara (ITA)        | DNF                               |
| 36                                | Gemma Sernissi (ITA)              | DNF                               |

| Bepink BPK | Bepink BPK              | Bepink BPK |
| ---------- | ----------------------- | ---------- |
| Num        | Ciclista                | Pos        |
| 41         | Vania Canvelli (ITA)    | DNF        |
| 42         | Michaela Drummond (NZL) | 58.        |
| 43         | Markéta Hájková (CZE)   | DNF        |
| 44         | Nora Jenčušová (SVK)    | DNF        |
| 45         | Silvia Valsecchi (ITA)  | DNF        |
| 46         | Silvia Zanardi (ITA)    | 59.        |

| Born To Win-G20-Ambedo BTW | Born To Win-G20-Ambedo BTW | Born To Win-G20-Ambedo BTW |
| -------------------------- | -------------------------- | -------------------------- |
| Num                        | Ciclista                   | Pos                        |
| 51                         | Angelica Brogi (ITA)       | DNF                        |
| 52                         | Francesca Balducci (ITA)   | 81.                        |
| 53                         | Anastasia Carbonari (ITA)  | 82.                        |
| 54                         | Leonora Geppi (ITA)        | DNF                        |
| 56                         | Giorgia Simoni (ITA)       | DNF                        |

| Canyon-SRAM Racing CSR | Canyon-SRAM Racing CSR        | Canyon-SRAM Racing CSR |
| ---------------------- | ----------------------------- | ---------------------- |
| Num                    | Ciclista                      | Pos                    |
| 61                     | Katarzyna Niewiadoma (POL)    | 9.                     |
| 62                     | Alena Amialiusik (BLR)        | 43.                    |
| 63                     | Hannah Barnes (GBR)           | 53.                    |
| 64                     | Elise Chabbey (SUI) (estrada) | 19.                    |
| 65                     | Tiffany Cromwell (AUS)        | 51.                    |
| 66                     | Mikayla Harvey (NZL)          | 22.                    |

| Ceratizit-WNT Pro Cycling WNT | Ceratizit-WNT Pro Cycling WNT   | Ceratizit-WNT Pro Cycling WNT |
| ----------------------------- | ------------------------------- | ----------------------------- |
| Num                           | Ciclista                        | Pos                           |
| 71                            | Lisa Brennauer (GER) (estrada)  | 18.                           |
| 72                            | Elizabeth Banks (GBR)           | 48.                           |
| 73                            | Maria Giulia Confalonieri (ITA) | 50.                           |
| 74                            | Marta Lach (POL) (estrada)      | 32.                           |
| 75                            | Erica Magnaldi (ITA)            | 30.                           |
| 76                            | Lara Vieceli (ITA)              | DNF                           |

| FDJ-Nouvelle Aquitaine-Futuroscope FDJ | FDJ-Nouvelle Aquitaine-Futuroscope FDJ | FDJ-Nouvelle Aquitaine-Futuroscope FDJ |
| -------------------------------------- | -------------------------------------- | -------------------------------------- |
| Num                                    | Ciclista                               | Pos                                    |
| 81                                     | Cecilie Uttrup Ludwig (DEN)            | 5.                                     |
| 82                                     | Stine Borgli (NOR)                     | 63.                                    |
| 83                                     | Marta Cavalli (ITA)                    | 8.                                     |
| 84                                     | Brodie Chapman (AUS)                   | 41.                                    |
| 85                                     | Emilia Fahlin (SWE)                    | 74.                                    |
| 86                                     | Évita Muzic (FRA)                      | 20.                                    |

| Isolmant-Premac-Vittoria SBT | Isolmant-Premac-Vittoria SBT | Isolmant-Premac-Vittoria SBT |
| ---------------------------- | ---------------------------- | ---------------------------- |
| Num                          | Ciclista                     | Pos                          |
| 91                           | Francesca Baroni (ITA)       | 80.                          |
| 92                           | Noemi Lucrezia Eremita (ITA) | DNF                          |
| 93                           | Alice Gasparini (ITA)        | DNF                          |
| 94                           | Francesca Pisciali (ITA)     | DNF                          |
| 95                           | Gaia Realini (ITA)           | DNF                          |

| Jumbo-Visma Women Team TJV | Jumbo-Visma Women Team TJV | Jumbo-Visma Women Team TJV |
| -------------------------- | -------------------------- | -------------------------- |
| Num                        | Ciclista                   | Pos                        |
| 101                        | Marianne Vos (NED)         | 7.                         |
| 102                        | Teuntje Beekhuis (NED)     | 31.                        |
| 103                        | Anouska Koster (NED)       | DNF                        |
| 104                        | Riejanne Markus (NED)      | 46.                        |
| 105                        | Aafke Soet (NED)           | DNF                        |
| 106                        | Julie Van de Velde (BEL)   | 79.                        |

| Liv Racing LIV | Liv Racing LIV                | Liv Racing LIV |
| -------------- | ----------------------------- | -------------- |
| Num            | Ciclista                      | Pos            |
| 111            | Soraya Paladin (ITA)          | 14.            |
| 112            | Sofia Bertizzolo (ITA)        | 15.            |
| 113            | Lotte Kopecky (BEL) (estrada) | 17.            |
| 114            | Jeanne Korevaar (NED)         | 39.            |
| 115            | Pauliena Rooijakkers (NED)    | 29.            |
| 116            | Sabrina Stultiens (NED)       | 44.            |

| Lotto Soudal Ladies LSL | Lotto Soudal Ladies LSL  | Lotto Soudal Ladies LSL |
| ----------------------- | ------------------------ | ----------------------- |
| Num                     | Ciclista                 | Pos                     |
| 121                     | Alana Castrique (BEL)    | DNF                     |
| 122                     | Lone Meertens (BEL)      | DNF                     |
| 123                     | Hanna Nilsson (SWE)      | 33.                     |
| 124                     | Abby-Mae Parkinson (GBR) | 65.                     |
| 125                     | Anna Plichta (POL)       | DNF                     |
| 126                     | Elise vander Sande (BEL) | DNF                     |

| Massi Tactic MAT | Massi Tactic MAT           | Massi Tactic MAT |
| ---------------- | -------------------------- | ---------------- |
| Num              | Ciclista                   | Pos              |
| 131              | Agua Marina Espinola (PAR) | DNF              |
| 132              | Olivia Baril (CAN)         | 84.              |
| 133              | Maaike Coljé (NED)         | DNF              |
| 134              | Vita Heine (NOR)           | 52.              |
| 135              | Špela Kern (SLO)           | 54.              |
| 136              | Mireia Trias (ESP)         | 83.              |

| Parkhotel Valkenburg PHV | Parkhotel Valkenburg PHV | Parkhotel Valkenburg PHV |
| ------------------------ | ------------------------ | ------------------------ |
| Num                      | Ciclista                 | Pos                      |
| 141                      | Nina Buysman (NED)       | 56.                      |
| 142                      | Femke Gerritse (NED)     | DNF                      |
| 143                      | Pien Limpens (NED)       | DNF                      |
| 144                      | Lieke Nooijen (NED)      | 72.                      |
| 145                      | Marit Raaijmakers (NED)  | DNF                      |
| 146                      | Julia Van Bokhoven (NED) | 42.                      |

| Servetto-Makhymo-Beltrami TSA SER | Servetto-Makhymo-Beltrami TSA SER | Servetto-Makhymo-Beltrami TSA SER |
| --------------------------------- | --------------------------------- | --------------------------------- |
| Num                               | Ciclista                          | Pos                               |
| 152                               | Nadja Heigl (AUT)                 | DNF                               |
| 153                               | Tereza Korvasova (CZE)            | DNF                               |
| 154                               | Anna Potokina (RUS)               | DNF                               |
| 155                               | Elis Simeoni (ITA)                | DNF                               |
| 156                               | Asia Zontone (ITA)                | DNF                               |

| Team BikeExchange BEX | Team BikeExchange BEX            | Team BikeExchange BEX |
| --------------------- | -------------------------------- | --------------------- |
| Num                   | Ciclista                         | Pos                   |
| 161                   | Amanda Spratt (AUS)              | 12.                   |
| 162                   | Janneke Ensing (NED)             | 68.                   |
| 163                   | Lucy Kennedy (AUS)               | 67.                   |
| 164                   | Ane Santesteban (ESP)            | 85.                   |
| 165                   | Moniek Tenniglo (NED)            | DNF                   |
| 166                   | Georgia Williams (NZL) (estrada) | 78.                   |

| Team DSM DSM | Team DSM DSM           | Team DSM DSM |
| ------------ | ---------------------- | ------------ |
| Num          | Ciclista               | Pos          |
| 171          | Liane Lippert (GER)    | 61.          |
| 172          | Leah Kirchmann (CAN)   | DNF          |
| 173          | Franziska Koch (GER)   | DNF          |
| 174          | Juliette Labous (FRA)  | 25.          |
| 175          | Floortje Mackaij (NED) | 28.          |
| 176          | Wilma Olausson (SWE)   | 69.          |

| SD Worx SDW | SD Worx SDW                            | SD Worx SDW |
| ----------- | -------------------------------------- | ----------- |
| Num         | Ciclista                               | Pos         |
| 181         | Anna van der Breggen (NED) (estrada)   | 3.          |
| 182         | Niamh Fisher-Black (NZL)               | 45.         |
| 183         | Chantal van den Broek-Blaak (NED)      | 1.          |
| 184         | Ashleigh Moolman Pasio (RSA) (estrada) | 11.         |
| 185         | Elena Cecchini (ITA)                   | 21.         |
| 186         | Demi Vollering (NED)                   | 6.          |

| Tibco-Silicon Valley Bank TIB | Tibco-Silicon Valley Bank TIB | Tibco-Silicon Valley Bank TIB |
| ----------------------------- | ----------------------------- | ----------------------------- |
| Num                           | Ciclista                      | Pos                           |
| 191                           | Diana Peñuela (COL)           | 66.                           |
| 192                           | Eva Buurman (NED)             | 70.                           |
| 193                           | Tanja Erath (GER)             | 71.                           |
| 194                           | Kristen Faulkner (USA)        | 16.                           |
| 195                           | Lauren Stephens (USA)         | 26.                           |
| 196                           | Eri Yonamine (JPN)            | 47.                           |

| Top Girls Fassa Bortolo TOP | Top Girls Fassa Bortolo TOP | Top Girls Fassa Bortolo TOP |
| --------------------------- | --------------------------- | --------------------------- |
| Num                         | Ciclista                    | Pos                         |
| 201                         | Debora Silvestri (ITA)      | 77.                         |
| 202                         | Michela Balducci (ITA)      | DNF                         |
| 203                         | Giorgia Bariani (ITA)       | DNF                         |
| 204                         | Elisa Dalla Valle (ITA)     | DNF                         |
| 205                         | Greta Marturano (ITA)       | DNF                         |
| 206                         | Giorgia Vettorello (ITA)    | DNF                         |

| Trek-Segafredo TFS | Trek-Segafredo TFS                   | Trek-Segafredo TFS |
| ------------------ | ------------------------------------ | ------------------ |
| Num                | Ciclista                             | Pos                |
| 211                | Elisa Longo Borghini (ITA) (estrada) | 2.                 |
| 212                | Audrey Cordon-Ragot (FRA) (estrada)  | 24.                |
| 213                | Lucinda Brand (NED)                  | 73.                |
| 214                | Chloe Hosking (AUS)                  | DNF                |
| 215                | Ellen van Dijk (NED)                 | 10.                |
| 216                | Tayler Wiles (USA)                   | 60.                |

| Valcar-Travel & Service VAL | Valcar-Travel & Service VAL | Valcar-Travel & Service VAL |
| --------------------------- | --------------------------- | --------------------------- |
| Num                         | Ciclista                    | Pos                         |
| 221                         | Elisa Balsamo (ITA)         | 55.                         |
| 222                         | Vittoria Guazzini (ITA)     | 38.                         |
| 223                         | Silvia Persico (ITA)        | 75.                         |
| 224                         | Elena Pirrone (ITA)         | DNF                         |
| 225                         | Silvia Pollicini (ITA)      | DNF                         |
| 226                         | Ilaria Sanguineti (ITA)     | DNF                         |

Convenções:
- AB: Abandonou
- FLT: Retiro por chegada fora do limite de tempo
- NTS: Não tomou a saída
- DES: Descalificada ou expulsada

## UCI World Ranking
A Strade Bianche feminina outorgou pontos para o UCI World Ranking Feminino e o UCI WorldTour Feminino para corredoras das equipas nas categorias UCI WorldTeam Feminino e Continental Feminino. As seguintes tabelas mostram o barómetro de pontuação e as 10 corredoras que obtiveram mais pontos:
| Posição   | 1.ª | 2.ª | 3.ª | 4.ª | 5.ª | 6.ª | 7.ª | 8.ª | 9.ª | 10.ª | 11.ª | 12.ª | 13.ª | 14.ª | 15.ª | 16.ª-20.ª | 21.ª-30.ª | 31.ª-40.ª |
| Pontuação | 400 | 320 | 260 | 220 | 180 | 140 | 120 | 100 | 80  | 68   | 56   | 48   | 40   | 32   | 28   | 24        | 16        | 8         |

| Classificação |                             |                                    |        |
| Posição       | Ciclista                    | Equipo                             | Pontos |
| ------------- | --------------------------- | ---------------------------------- | ------ |
| 1.ª           | Chantal van den Broek-Blaak | SD Worx                            | 400    |
| 2.ª           | Elisa Longo Borghini        | Trek-Segafredo                     | 320    |
| 3.ª           | Anna van der Breggen        | SD Worx                            | 260    |
| 4.ª           | Annemiek van Vleuten        | Movistar                           | 220    |
| 5.ª           | Cecilie Uttrup Ludwig       | FDJ Nouvelle Aquitaine Futuroscope | 180    |
| 6.ª           | Demi Vollering              | SD Worx                            | 140    |
| 7.ª           | Marianne Vos                | Jumbo-Visma                        | 120    |
| 8.ª           | Marta Cavalli               | FDJ Nouvelle Aquitaine Futuroscope | 100    |
| 9.ª           | Katarzyna Niewiadoma        | Canyon SRAM Racing                 | 80     |
| 10.ª          | Ellen van Dijk              | Trek-Segafredo                     | 68     |